# 烏日糖廠
烏日糖廠是一座曾經存在的製糖工廠，原址現為臺灣菸酒公司烏日啤酒廠。

## 沿革
1919年，霧峰林家林烈堂創設「臺中製糖株式會社」，當時每日壓榨甘蔗量為350噸。
1921年，併入東洋製糖株式會社，改稱烏日製糖所，每日壓榨甘蔗量被提昇至800公噸。
1927年，隨東洋製糖株式會社併入大日本製糖株式會社。
戰後，成為臺灣糖業公司第一分公司烏日糖廠。
1950年，臺糖改行總廠制，屬臺中總廠，改稱烏日工場。
1960年，製糖工場停產關閉。
1963年，正式關廠，廠區由臺灣省菸酒公賣局承購，設中興啤酒廠，現為烏日啤酒廠。

## 外部連結
- 烏日製糖所 （页面存档备份，存于）
- 烏日糖廠鐵道分布圖